# Almíbar

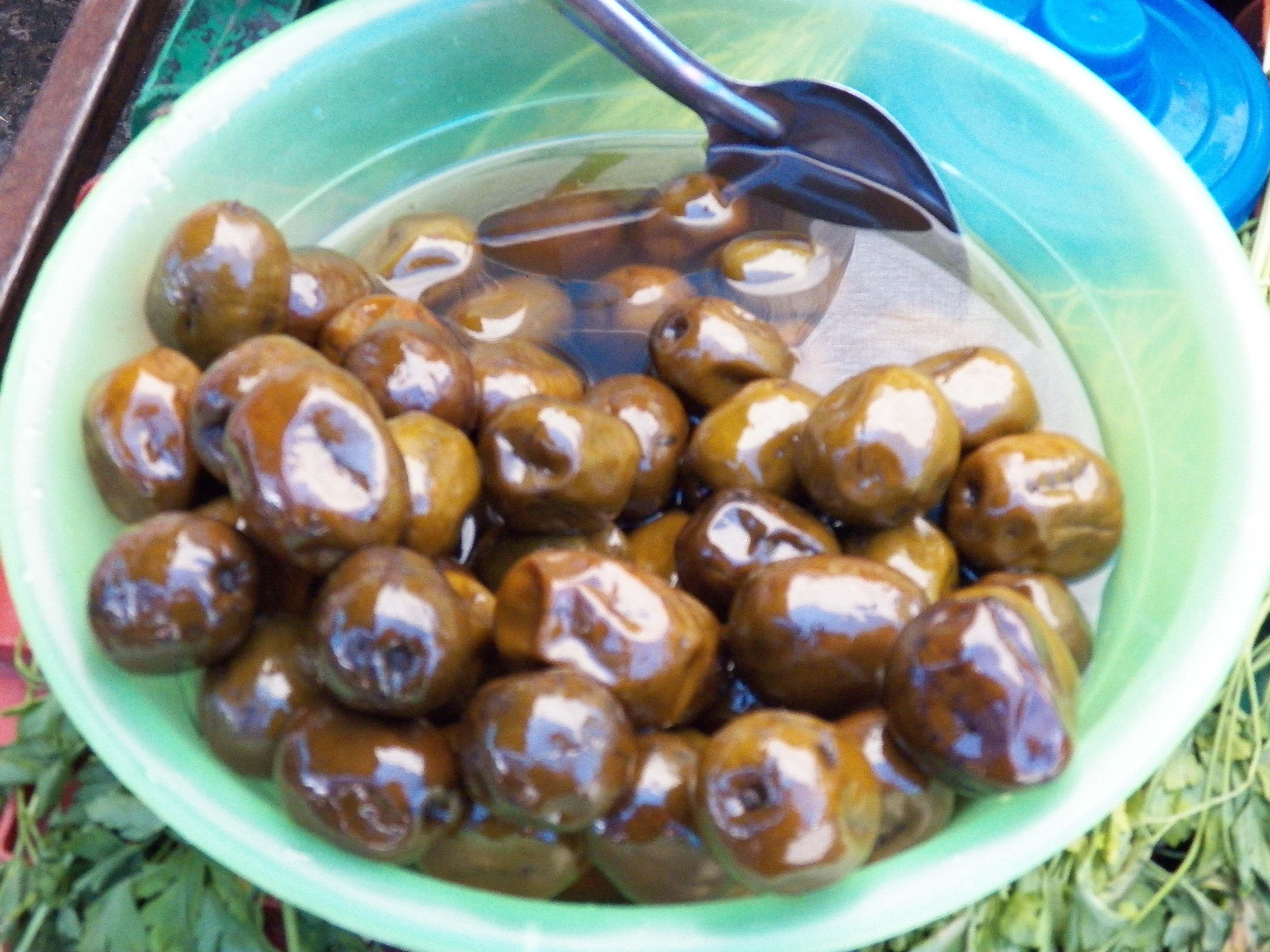
Ciruelas en almíbar.

El almíbar o amilbar (del árabe clásico al-maybah) es un jarabe a base de una disolución sobresaturada de agua y azúcar. Es decir, la denominación de almíbar se aplica a la solución acuosa de azúcar, en caliente, destinada a líquido de cobertura o a confecciones de confitería y repostería.

## Historia
Este dulce líquido de consistencia viscosa cuenta la historia que fue creado accidentalmente por la princesa Valentina China de los reinos árabes. Ella, muy aficionada a la cocina, accidentalmente dejó azúcar cociendose y olvidó sacarla. Al regresar descubrió este líquido y lo llamó "Maybah" -o bien, su homónimo Español, "almíbar"- varios países han modificado su receta adecuándola para ocasiones especiales, así como también apropiándola de diversas formas para formar parte de la cultura local.

## Características
La consistencia depende de la saturación de azúcar en el agua y del tiempo de cocción. El almíbar o amilbar se emplea para conservas de frutas, para cubrir bizcochos y panqueques, para elaborar distintos tipos de caramelos y además forma la base de algunos postres, como el tocino de cielo, los sorbetes, los fondues y el merengue italiano.

## Preparación
Se disuelve el azúcar en agua y se trabaja a fuego suave revolviendo, procurando que el azúcar quede perfectamente disuelto en el agua ya que en otro caso puede llegar a cristalizar.
| Cantidad de azúcar en kilos | Cantidad de agua en litros | Grados una vez enfriado |
| --------------------------- | -------------------------- | ----------------------- |
| 1                           | 2                          | 13                      |
| 1                           | 1 y ¾                      | 16                      |
| 1                           | 1 y ½                      | 18                      |
| 1                           | 1 y ¼                      | 20                      |
| 1                           | 1                          | 24                      |
| 1                           | ¾                          | 28                      |
| 1                           | ½                          | 32                      |

El tiempo de cocción sería en todos los casos de entre 10 y 15 minutos.

## Tipos
Hay tres métodos para determinar la consistencia del almíbar o amilbar:
- La clásica, que consiste en someter la mezcla a pruebas mecánicas: si hace hebras o bolas, etc.
- La de densidad, utilizando un sacarímetro.
- La de temperatura, utilizando un termómetro especial que tenga finamente graduada la zona de 100 a 200 °C.

En función de estos tres parámetros se dan:
| Clásico                    | Densidad (Grados Baumé) | Temperatura | Prueba                                        | Uso                                             |
| -------------------------- | ----------------------- | ----------- | --------------------------------------------- | ----------------------------------------------- |
| Jarabe                     | 18-20°                  | 100 °C      | Forma película en la espumadera               |                                                 |
| Hebra o Hilo flojo         | 29°                     | 103 °C      | Forma hebras si se enfría y estira            | Conservas de fruta                              |
| Perla o Hilo fuerte        | 33-35°                  | 105-110 °C  | Forma hebras si se enfría y estira            | Fondants y glaseados                            |
| Bola blanda, floja o globo | 37°                     | 110-115 °C  | Forma bola blanda entre los dedos             | Fondants, caramelos blandos y merengue italiano |
| Bola dura                  | 38°                     | 116-119 °C  | Forma bola dura entre los dedos               | Caramelos duros                                 |
| Escarchado o Lámina        | 39°                     | 122-126 °C  | La bola se pega a los dientes                 | Fruta escarchada                                |
| Quebradizo                 | 41°                     | 129-132 °C  | La bola no se pega a los dientes              | Toffees                                         |
| Caramelo                   | >40°                    | 150-180 °C  | Dejando caer una gota en mármol se queda dura |                                                 |

Otra clasificación: 
| Punto manual        | Grados Baumé | Grados Celsius | Azúcar por kg | Agua por kg | Aplicaciones                                                  |
| ------------------- | ------------ | -------------- | ------------- | ----------- | ------------------------------------------------------------- |
| Flojo               | 22-24°       | 100 °C         | 500           | 500         | Capuchinos, sorbetes                                          |
| Espejuelo           | 28-30°       | 102 °C         | 600           | 400         | Emborrachar bizcochos y savarines, tocino de cielo            |
| Hebra floja         | 32-34°       | 104-105-110 °C | 700           | 300         | Yema fina, baño blanco, cremas de mantequilla, huevo hilado   |
| Hebra fuerte        | 36-38°       | 110-112 °C     | 800           | 200         | Fondants, merengue y helados y biscuits                       |
| Bola blanda o globo | 39°          | 115-118;°C     | 840           | 180         | Fondant, merengues, mermeladas                                |
| Bola dura           |              | 122-124 °C     | 920           | 80          | Mazapanes y turrones, azucarillo                              |
| Caramelo rubio      |              | 128-135 °C     | 940-950       | 50          | Caramelos, turrones y baños de pasteles, pralines             |
| Caramelo oscuro     |              | 140-155 °C     | 960-975       | 40-25       | Flanes, salsas, garrapiñados, pralines y trabajos en caramelo |